# 上鎮 (加利福尼亞州)
上鎮（英語：Upper Town）是位於美國加利福尼亞州莫諾縣的一個非建制地區。該地的面積和人口皆未知。

## 地理
上鎮的座標為38°21′16″N 119°07′05″W / 38.35444°N 119.11806°W，而該地的平均海拔高度為2457米（即8061英尺）。